# 巴爾達區 (俄羅斯)
56°53′24″N 55°41′02″E / 56.89°N 55.684°E
巴爾達區（俄语：Бардымский район），是俄羅斯的一個區，位於該國中西部，由彼爾姆邊疆區負責管轄，始建於1926年11月4日，面積2,382平方公里，2010年人口25,538，人口密度每平方公里10.72人。